# Climate Pledge Arena
Die Climate Pledge Arena (voller Name: Climate Pledge Arena at Seattle Center) ist eine Mehrzweckhalle in der US-amerikanischen Stadt Seattle im Bundesstaat Washington. Sie beheimatete z. B. ab dem Jahr 2000 die Seattle Storm der WNBA, ab 1967 die Seattle SuperSonics der NBA sowie ab 2008 die Seattle Redhawks (NCAA-College-Basketball). Von 2018 bis 2021 wurde die Arena umfangreich renoviert und modernisiert. Sie ist seit der Saison 2021/22 u. a. die Spielstätte des neu gegründeten Eishockey-Franchises Seattle Kraken der NHL. 2022 kehrte auch Seattle Storm in ihre frühere Heimstätte zurück.

## Geschichte
Die Arbeiten begannen am 12. Mai 1960. Der damalige Washington State Pavilion wurde am 21. April 1962 im Rahmen der Weltausstellung Century 21 Exposition eröffnet. Danach wurde die Halle umgebaut und in Washington State Coliseum umbenannt. Die Arena gehört unter anderem neben der Space Needle, der Seattle Center Monorail oder dem Museum of Pop Culture zu den Bestandteilen des 300.000 m² großen Seattle Center.
1967 nahmen die Seattle SuperSonics (NBA) den Spielbetrieb in der Arena auf. Von 1979 bis 1985 waren die SuperSonics zwischenzeitlich im Kingdome beheimatet, bevor man in die alte Spielstätte zurückkehrte. Die Renovierung des Seattle Center Coliseum in den Jahren 1994 und 1995 kostete die Stadt Seattle 74,5 Mio. Dollar und die Seattle SuperSonics etwa 21 Mio. Dollar. Während der Renovierung spielten die SuperSonics im Tacoma Dome und die Seattle Thunderbirds (WHL) im Kent Events Center. Als die KeyBank sich die Namensrechte des Seattle Center Coliseum sicherte, wurde die Veranstaltungsstätte in KeyArena umbenannt. Der Betreiber war die Anschutz Entertainment Group (AEG). Zu Basketball-Partien hatten in der Halle 17.098 Zuschauer Platz, bei Eishockey-Spielen waren es 15.177 Zuschauer.
Vom 3. bis zum 8. August 2015 fand in der KeyArena das Dota-2-Event The International 2015 statt, das mit einem Gesamtpreisgeld von über 18 Mio. US-Dollar die größte E-Sport-Veranstaltung überhaupt war.
Nachdem im Juni 2017 der Siegerentwurf gekürt wurde, stimmte der Stadtrat von Seattle im September des Jahres dem Vertrag mit der Oak View Group (OVG) für die Renovierung der Keyarena zu. Die Umbauten könnten im Oktober 2018 beginnen und sollen nach zwei Jahren abgeschlossen sein. Die Kosten der Baumaßnahmen, die privat finanziert werden, sollten etwa 500 Mio. Euro (ca. 600 Mio. US-Dollar) betragen. Die Gesamtfläche des Komplexes soll auf 61.316 m² anwachsen. Hierzu wird u. a der Boden um 4,5 Meter abgesenkt. In den Planungen ist auch ein neuer Oberrang vorgesehen. Mit der Renovierung versucht man ein Profi-Team der NHL oder NBA in die Stadt zu holen.
Am 24. September 2018 stimmte der Stadtrat von Seattle dem privaten Finanzierungsmodell der Oak View Group mit einer Laufzeit von 39 Jahren, zu der u. a. Filmproduzent Jerry Bruckheimer und Milliardär David Bonderman gehört, zur Modernisierung der Halle einstimmig zu. Dies erlaubt der Investorengruppe die alte KeyArena abzureißen und eine neue Mehrzweckarena zu errichten. Der Abriss darf erst nach einer festen Zusage der National Hockey League erfolgen. Das Modell sieht auch Entschädigungszahlungen für ansässige Unternehmen (8,5 Mio. Euro) sowie Maßnahmen zur Verbesserung der Verkehrslage (34 Mio. Euro) vor. Weiter in Planung ist wieder ein Team der NBA nach Seattle zu holen, nachdem die SuperSonics nach Oklahoma City verlegt wurde. Schon im Februar 2018 gab die Stadt eine Bewerbung an die NHL ab, um das 32. Franchise der Liga zu werden.
Die Entscheidung über die Aufnahme fiel im Dezember des Jahres. Das Exekutivkomitee der NHL schlug dem Board of Governors (BOG), es setzt sich aus den Vertretern der 31 NHL-Clubs zusammen, einstimmig die Aufnahme von Seattle vor. Im Rahmen des Treffens des BOG am 3. und 4. Dezember 2018 wurde das neue, zu diesem Zeitpunkt noch zu benennende Team offiziell in die Liga aufgenommen.  Im Juli 2020 wurde der Name Seattle Kraken offiziell verkündet.
Im Dezember 2018 erfolgte der erste Spatenstich für die umfangreiche Renovierung. Die Planungen sahen die Eröffnung für Anfang 2021 vor. Dieser Termin musste auf frühestens den 1. Juni des Jahres verschoben werden. Zu Eishockeyspielen sollten 17.400 Plätze bereitstehen. Für die Basketballpartien der Seattle Storm waren 18.600 Plätze geplant. Die Baukosten sollen sich 2019 auf etwa 900 Mio. US-Dollar erhöht haben.
Im September 2019 war von der alten KeyArena nur noch das Dach vorhanden, das auch für den Neubau erhalten bleiben soll. Die Fenster und Tribünen wurden entfernt. Die Konstruktion thront auf einem großen Balken in der Mitte. Weitere 70 Balken stützen das 22.000 Tonnen schwere Dach. Damals arbeiteten 120 Arbeiter auf der Baustelle, diese Zahl sollte sich in etwa einem Jahr auf 1.000 erhöht haben. Im Juni des Jahres wurde Symetra, ein Versicherungsunternehmen, erster Gründungspartner und Sponsor der Arena. Die Halle sollte 2021 fertig werden, ein genauer Termin sollte im Frühling 2020 bekanntgegeben werden. Die für den 1. Juni 2021 geplante Eröffnung der neuen Arena verzögerte sich aufgrund der COVID-19-Pandemie um einige Monate.
Im Juni 2020 wurde der Onlineversandhändler Amazon Namenssponsor der Arena. Die Oak View Group, NHL Seattle und Amazon gingen eine Partnerschaft ein. Die KeyArena trägt seither den Namen Climate Pledge Arena (deutsch Klimaversprechen Arena). Es wurde angekündigt, dass die umgebaute Halle die weltweit erste CO2-arme Mehrzweckhalle sein wird. Sie soll mit erneuerbaren Energien wie Solarenergie, teilweise vor Ort erzeugt, betrieben werden. Im täglichen Betrieb wird in der Arena nur Strom, ohne fossile Brennstoffe, genutzt. Es werden die ersten vollelektrischen Entfeuchtungssysteme in der NHL installiert. Erstmals werden Einwegkunststoffe verboten und man hat sich zu funktionalem Nullabfall verpflichtet. Es wird keine Mülleimer geben, sondern nur Kompost- und Recyclingbehälter. Die CO2-Emissionen aller Veranstaltungen und den damit verbundenen Transport durch Fans, Sportteams und Entertainer sollen vollständig ausgeglichen werden und einen klimaneutralen Betrieb ermöglichen. Die Eisfläche wird aus Regenwasser und Kältemittel ohne Treibhausgase bestehen. Die Eisbearbeitungsmaschine wird mit einem Elektromotor angetrieben. Ziel ist die Zero Carbon Certification der International Living Future Institute (ILFI). Die Climate Pledge Arena wäre die erste Veranstaltungshalle mit dieser Auszeichnung.
Die Übergabe und die Eröffnung mit symbolischen Durchschneiden des Bandes der mit einer Milliarde US-Dollar privatfinanzierten Veranstaltungshalle fanden im Oktober 2021 statt. Nach dem Umbau fasst die Arena zu NHL-Partien 17.100, bei Basketballspiele 18.100 Zuschauer. Bei Konzerten liegt das Platzangebot bei 17.200. Aufgrund der Verzögerungen planten die Kraken zunächst drei Auswärtsspiele, bevor in der dritten Woche des Oktobers 2021 das erste Heimspiel in der umgebauten Arena stattfinden sollte.
Zur Wiedereröffnung fand am 22. Oktober 2021 ein Konzert der britischen Pop-Rock-Band Coldplay statt. Am Tag darauf trugen die Kraken gegen die Vancouver Canucks (2:4) ihr erstes Heimspiel der NHL-Saison vor der mit 17.151 Zuschauern ausverkauften Arena aus. Die Renovierung kostete, nach anfänglich geplanten 500 Mio. US-Dollar, bis zur Fertigstellung 1,15 Mrd. US-Dollar.

## Galerie

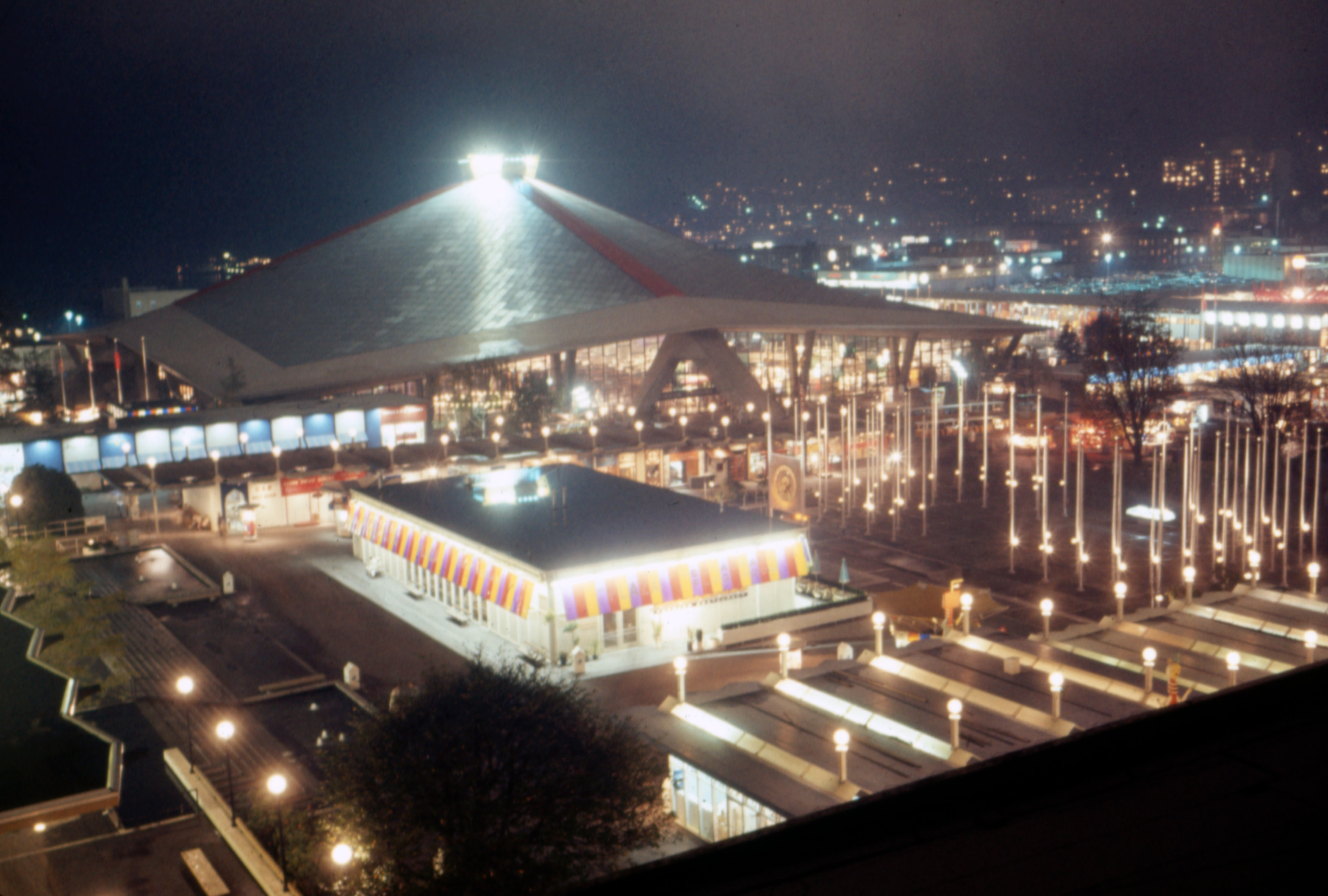
Das damalige Seattle Center Coliseum (um das Jahr 1963)
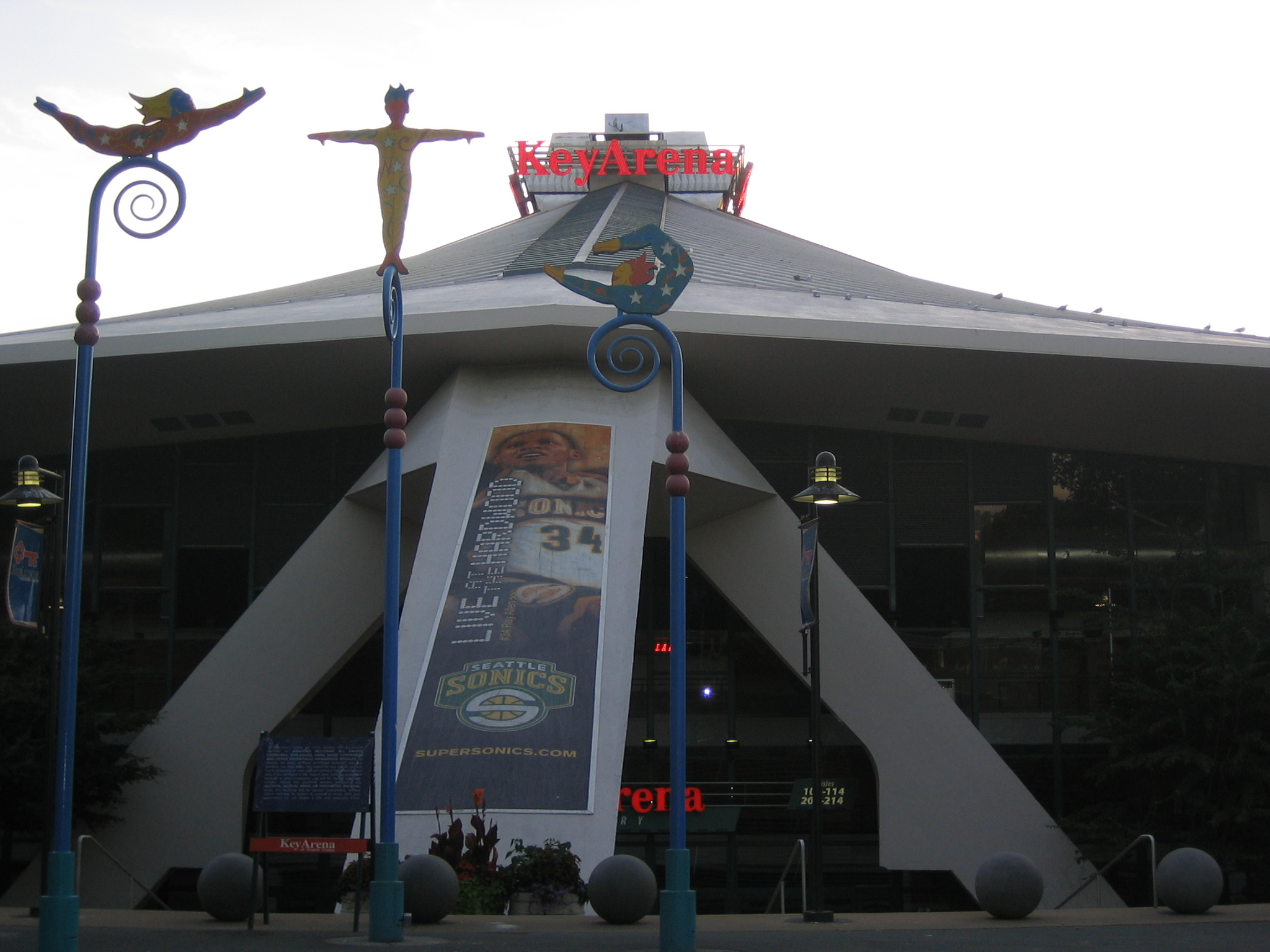
Außenansicht (2005)
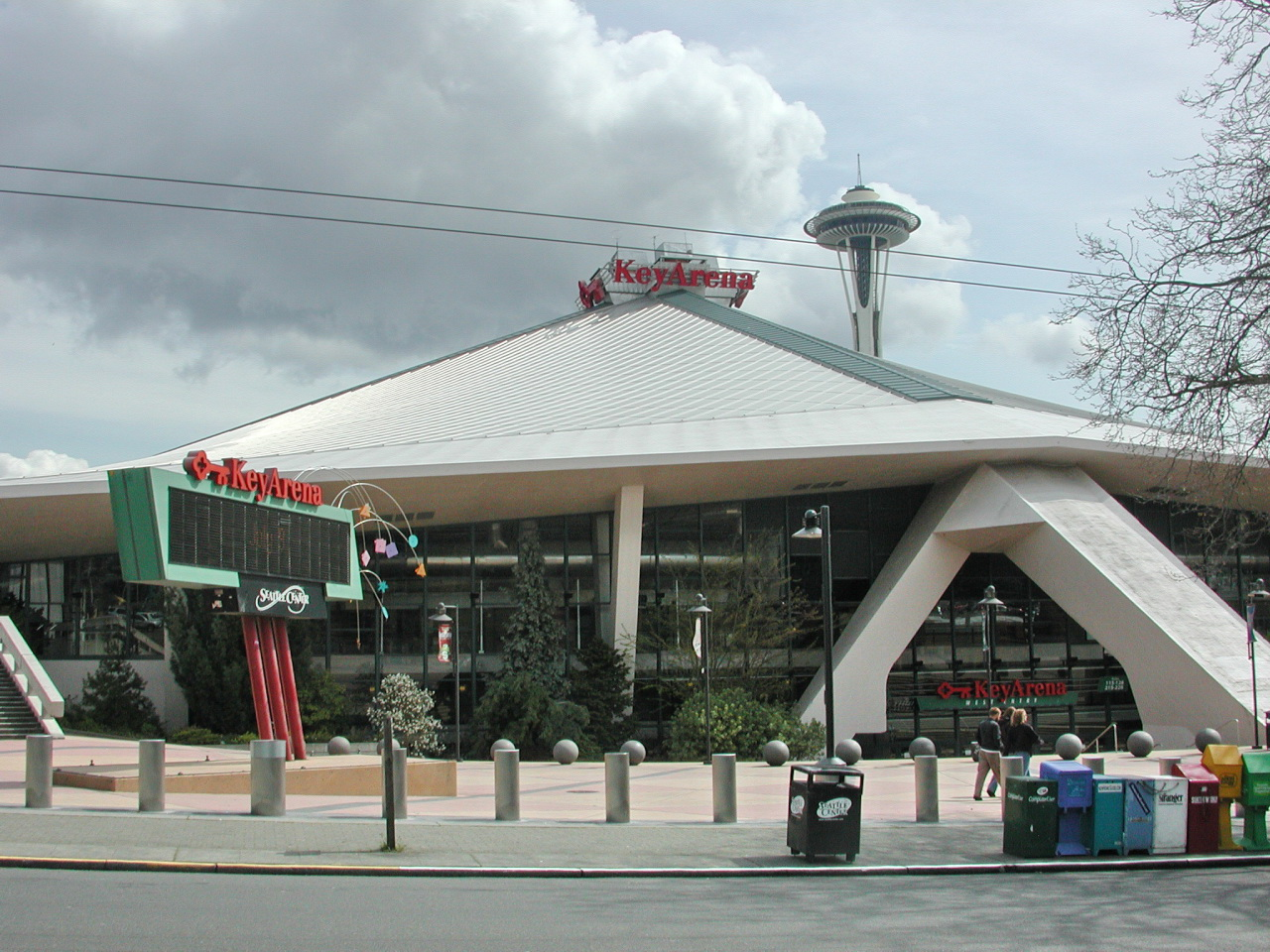
Die KeyArena in Seattle im September 2008 mit der Space Needle im Hintergrund
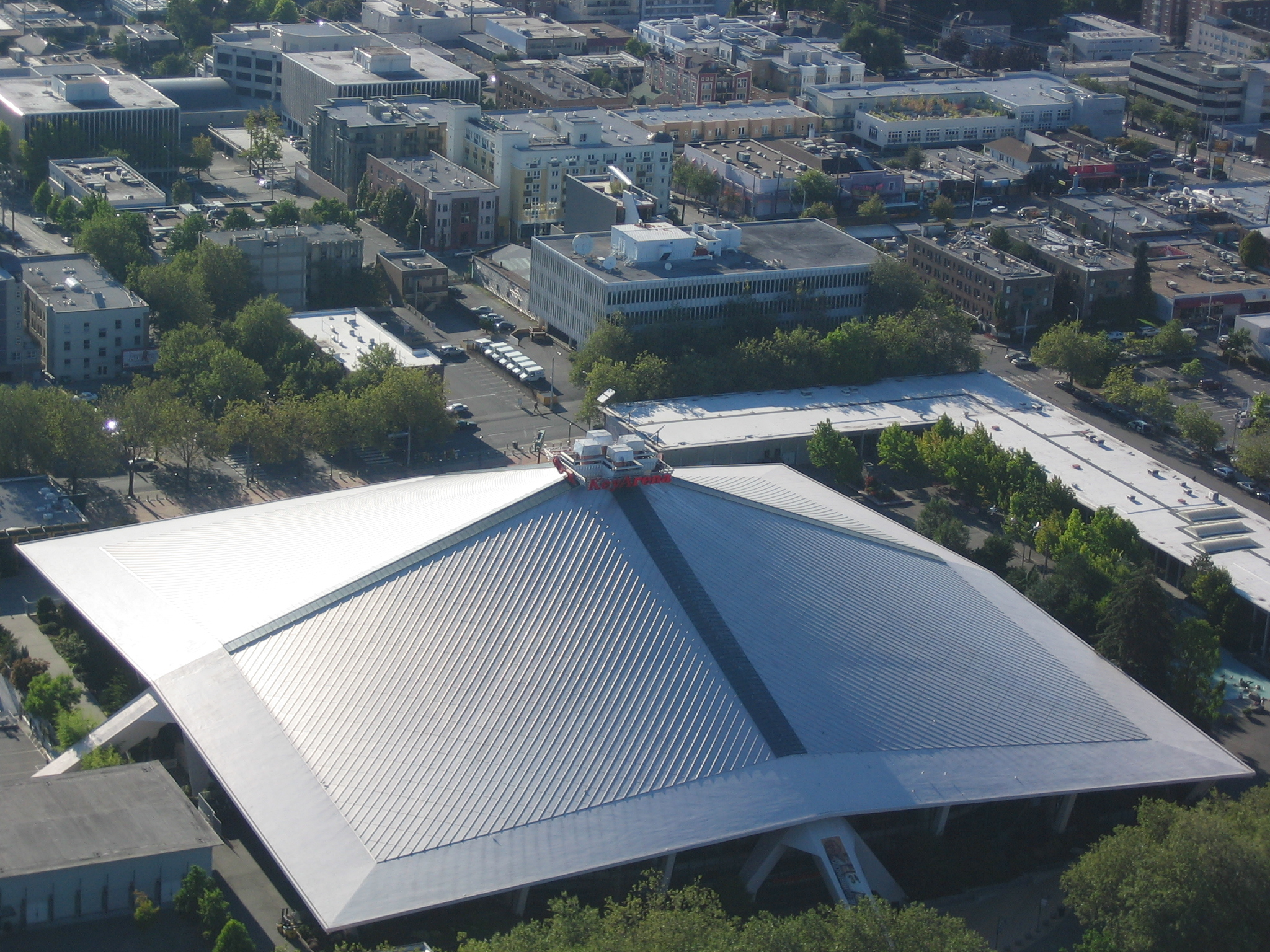
Die Dachkonstruktion der Halle (2005)
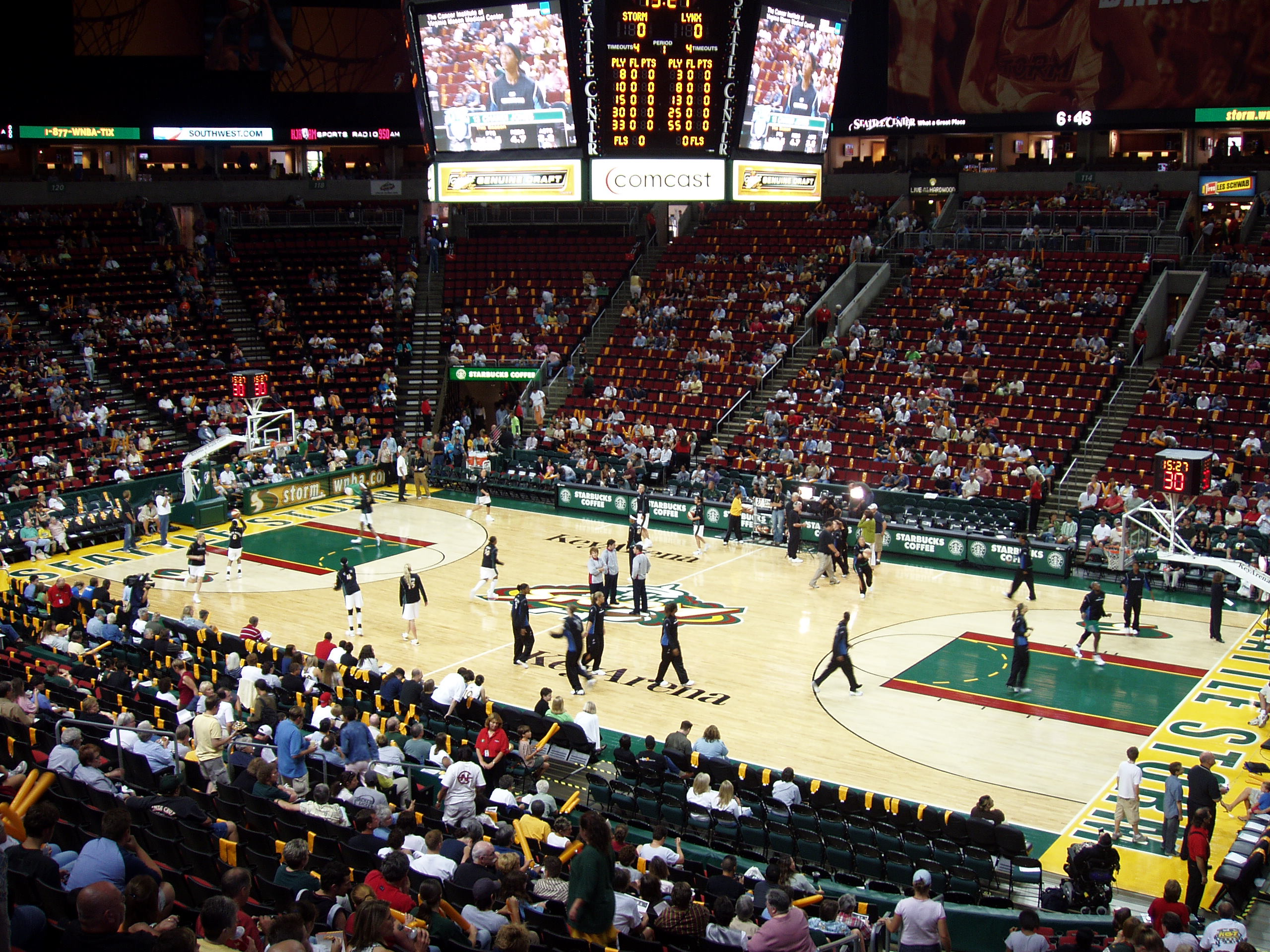
Spiel der Seattle Storm (2004)
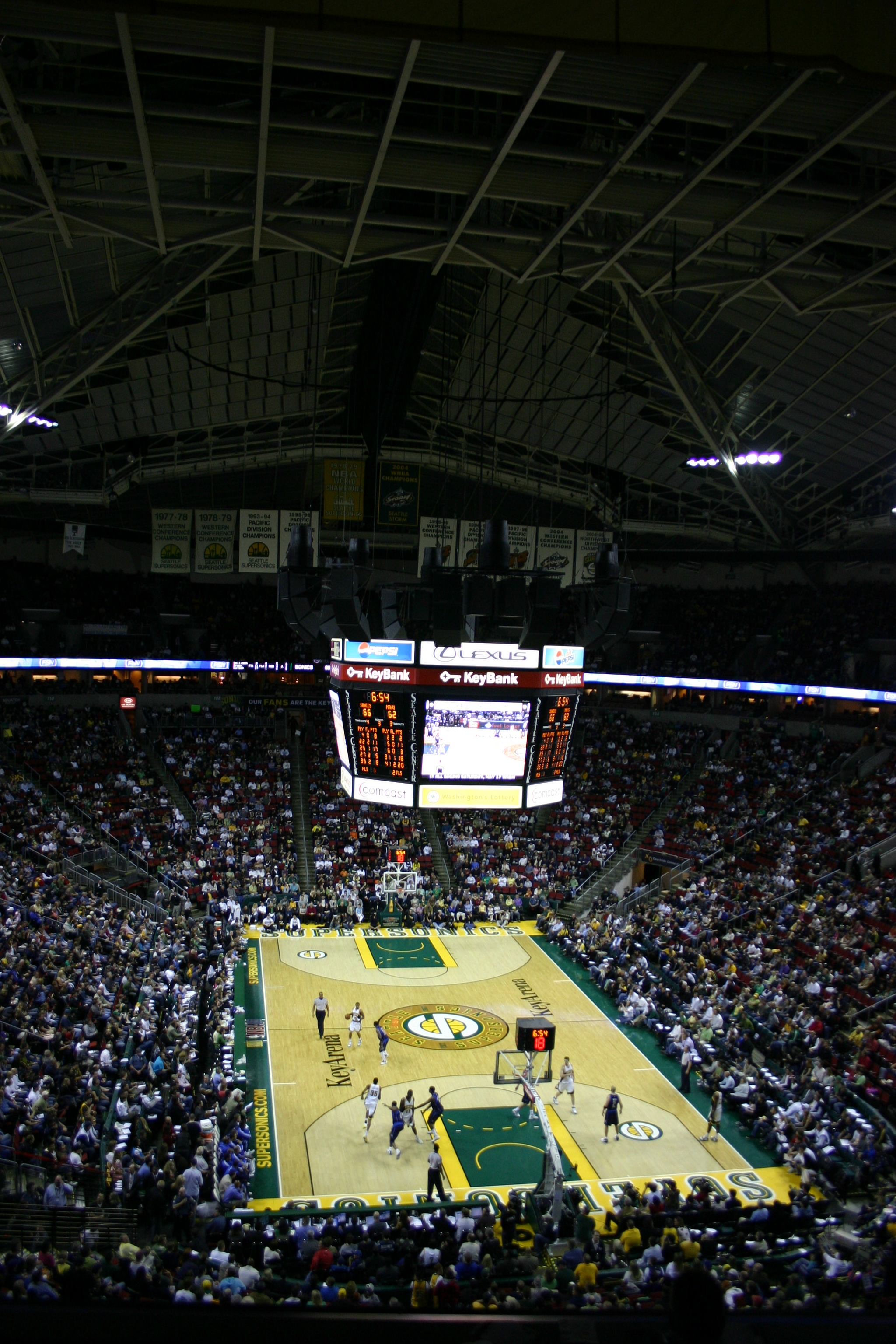
Letztes Spiel der SuperSonics im Jahr 2008
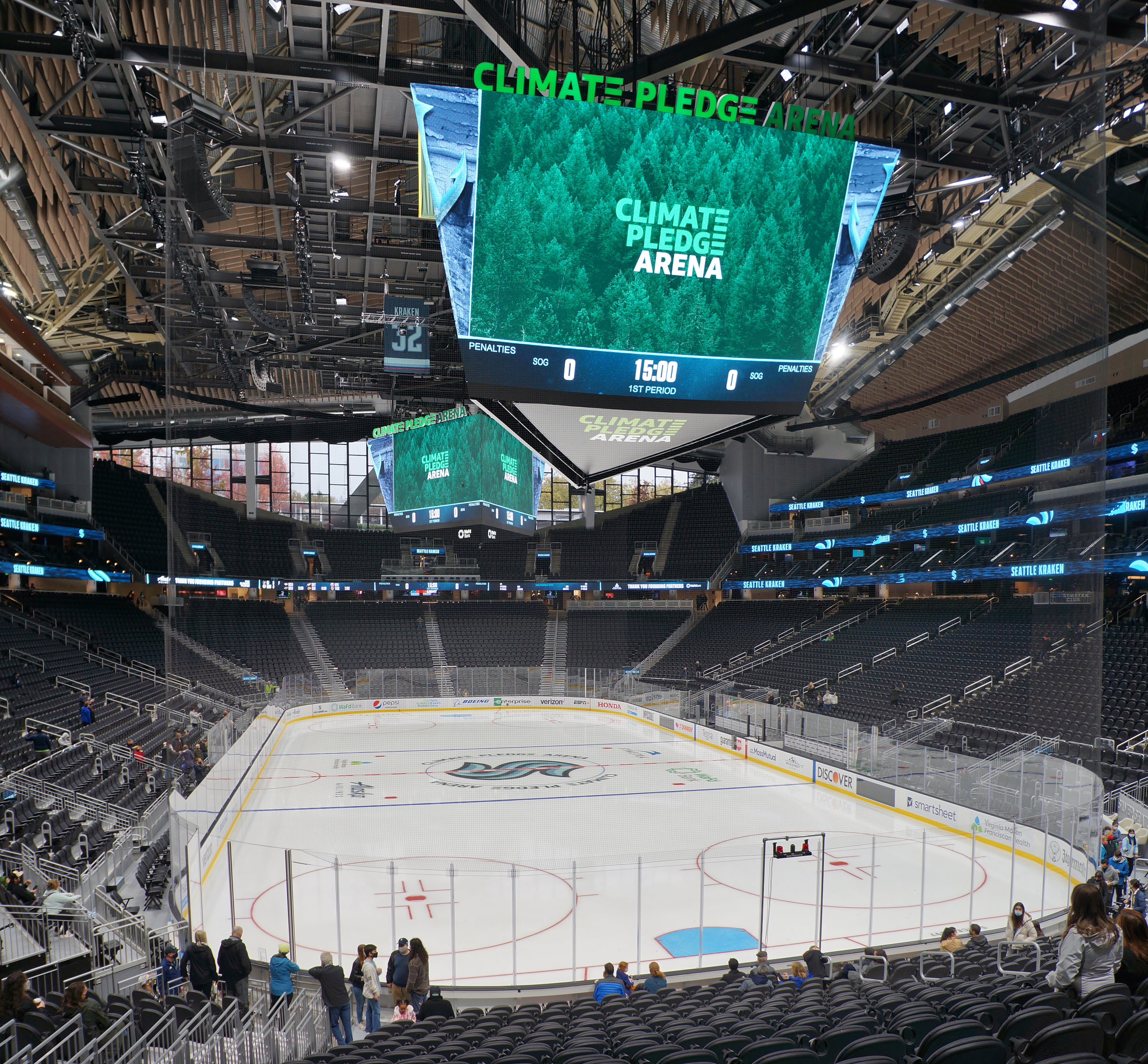
Blick vom Südende in die Arena im Oktober 2021